# Kościół św. Michała Archanioła w Prudniku
Kościół św. Michała Archanioła w Prudniku – zabytkowy, późnobarokowy kościół katolicki w Prudniku, znajdujący się w południowej części Starego Miasta, przy Placu Farnym. Świątynia wpisuje się w szachownicowy układ miasta założonego w XIII wieku na prawie niemieckim.

## Historia

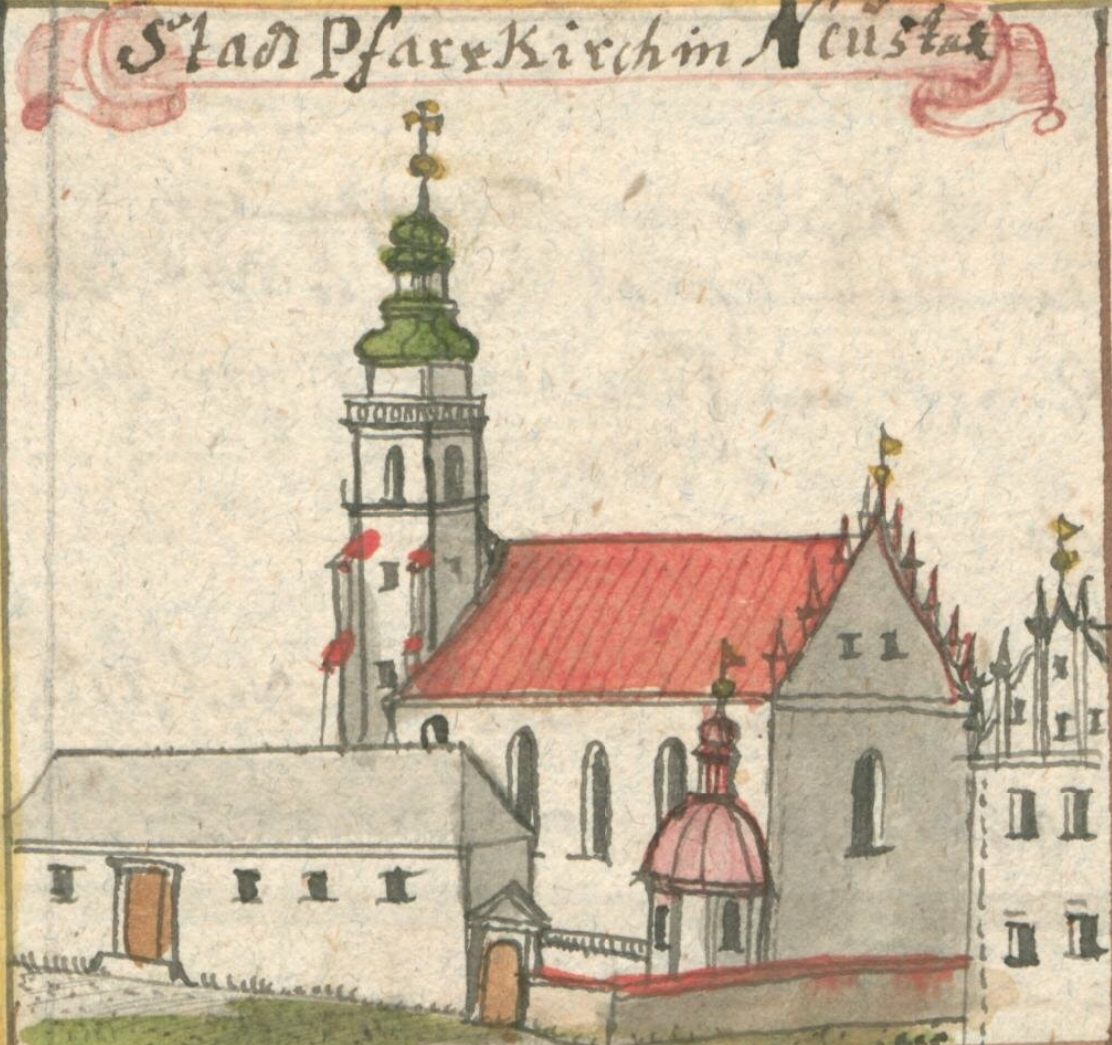
Rysunek kościoła w XVIII w. autorstwa Friedricha Bernharda Wernera

Pierwszy drewniany kościół, pierwotnie pod wezwaniem Wniebowzięcia Najświętszej Maryi Panny, na terenie Prudnika został wzniesiony w drugiej połowie XIII wieku, podczas postępowania procesu kolonizacyjnego prowadzonego przez marszałka Woka z Rożemberka. Według proboszcza Macieja Alojzego Scharkowa, parafia powstała w 1279, kiedy to syn Woka, Henryk z Rożemberka, lokował Prudnik na prawie niemieckim. Pierwsze pisemne wzmianki o kościele w Prudniku pochodzą z 1321 i 1331. Dokumenty wspominają pierwszego prudnickiego proboszcza o imieniu Milotha.
W wyniku reformacji od 1554 kościół należał do luteranów. Po odzyskaniu go przez katolików w 1612 rozpoczęto budowę nowego kościoła w stylu renesansowym z inicjatywy Macieja Bilicera, jednakże w 1627, jeszcze przed ukończeniem budowy, miasto znów padło ofiarą pożaru. Spłonęły: wieża, organy, dzwony i dach. Dopiero w 1638 doprowadzono świątynię do używalności. Po wizytacji w 1666 dokonano poświęcenia kościoła pod wezwaniem Wniebowzięcia Najświętszej Maryi Panny i św. Michała Archanioła. W 1722 kościół posiadał już sześć ołtarzy bocznych: Zbawiciela, św. Sebastiana, św. Krzyża, św. Henryka, św. Józefa.
Obecna świątynia została zbudowana w latach 1730–1738 w stylu barokowym, według projektu prudnickiego architekta Jana Innocentego Töppera. Pierwowzorem dla niej był kościół św. Mikołaja w Pradze w dzielnicy Malá Strana, na Rynku Małostrańskim. Obrazy na chórze kościoła zostały namalowane w 1735 przez Feliksa Antona Schefflera. 2 lipca 1752 nastąpiło uroczyste poświęcenie kościoła przez biskupa wrocławskiego Philippa Gottharda von Schaffgotscha.

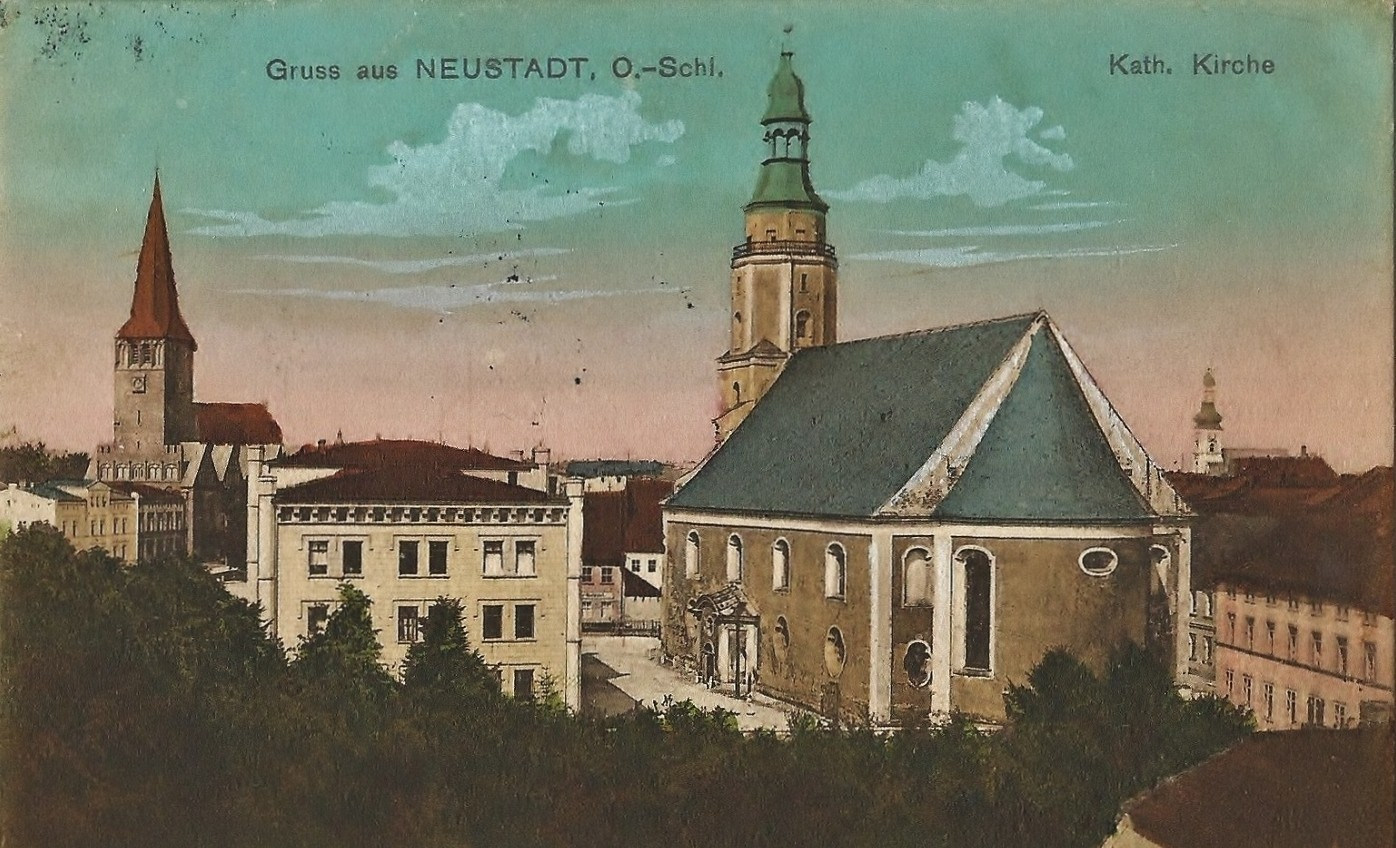
Kościół św. Michała Archanioła razem z kościołem Chrystusowym i Piotra i Pawła (1913)

28 lutego 1779 miasto zostało zaatakowane przez austriackie wojska i kościół został ponownie uszkodzony. Dopiero w 1860 roku w ramach przeprowadzonego remontu obiekt zyskał nowy dach – z blachy oraz nową posadzkę. W 1803 nadbudowano wieżę. W 1898 w powiększonych wcześniej otworach okiennych prezbiterium umieszczono witraże ze scenami ze Starego Testamentu. Kościół w 1917 utracił dzwony na potrzeby wojenne, lecz zyskał nowe w 1929.

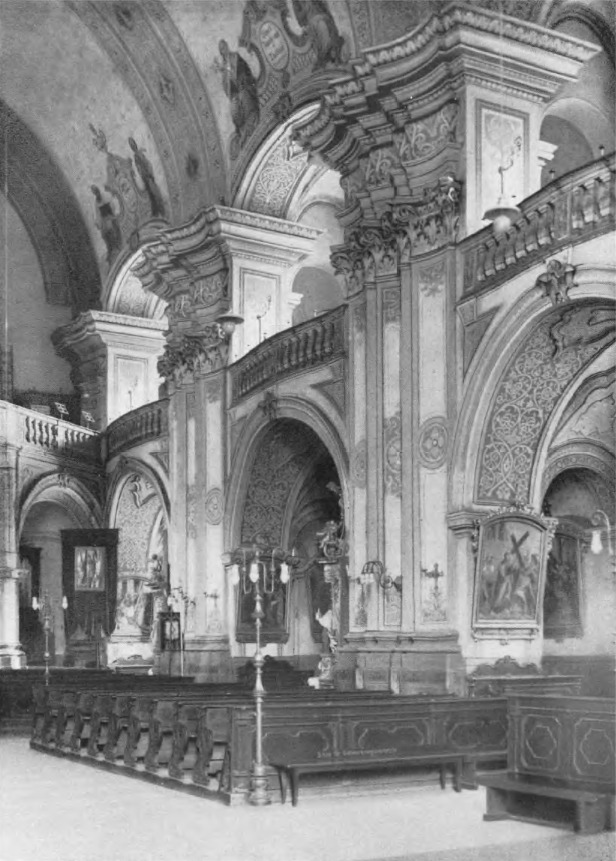
Wnętrze kościoła (ok. 1938)

Podczas bitwy o Prudnik 23 kwietnia 1945 na północny przedsionek kościoła spadła bomba lotnicza, przez co zniszczeniu uległo boczne wejście. W 1946 parafię przejęli dominikanie, którzy założyli tu swój klasztor i którzy przebywali w Prudniku aż do 1999, kiedy to przekazali wiernych pod opiekę księży diecezjalnych.
W lutym 1947 w kościele doszło do napadu. Lokalna gazeta Nasz Głos opisała zdarzenie następująco: „Kościół farny w Prudniku stał się miejscem zuchwałego napadu bandyckiego, połączonego ze świętokradztwem. Wieczorem 16 lutego 1947 roku o godzinie 19 czterech zamaskowanych i uzbrojonych bandytów wtargnęło do zakrystii w czasie, kiedy kapłan udzielał ślubu nowożeńcom. Bandyci sterroryzowali bronią obecnych i podnieśli świętokradzką rękę na ołtarz. Z tabernakulum wyjęli monstrancję srebrną, pozłacaną, którą zrabowali, poczem wycofali się, grożąc bronią. Oddział śledczy Milicji Powiatowej prowadzi energiczne dochodzenie i podobno jeden ze sprawców napadu został poznany”.
W 1952 odnowiono polichromię w kościele. W latach 70. XX wieku odnowiono pokrycie dachu i wieży kościoła, a także przeprowadzono generalną renowację wnętrz.

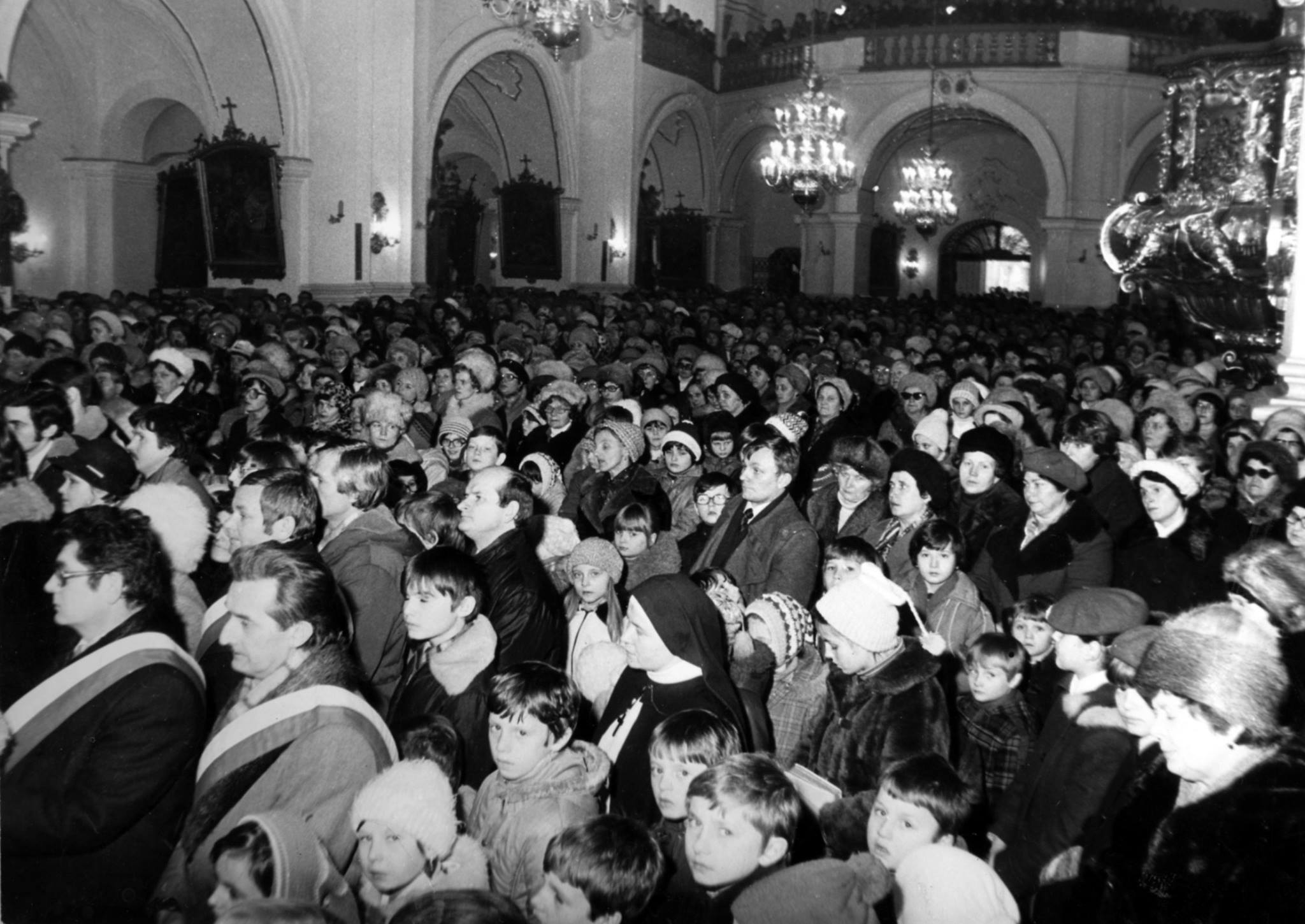
Poświęcenie sztandaru Komisji Zakładowej NSZZ „S” ZPB „Frotex“

13 grudnia 1981 w kościele ks. biskup Wacław Wycisk poświęcił sztandar Komisji Zakładowej Niezależnego Samorządnego Związku Zawodowego „Solidarność” ZPB „Frotex”. Poświęcono wówczas także ufundowaną przez pracowników „Frotexu” tablicę upamiętniającą zabitych stoczniowców, która następnie została zamontowana na murze Stoczni Gdańskiej.

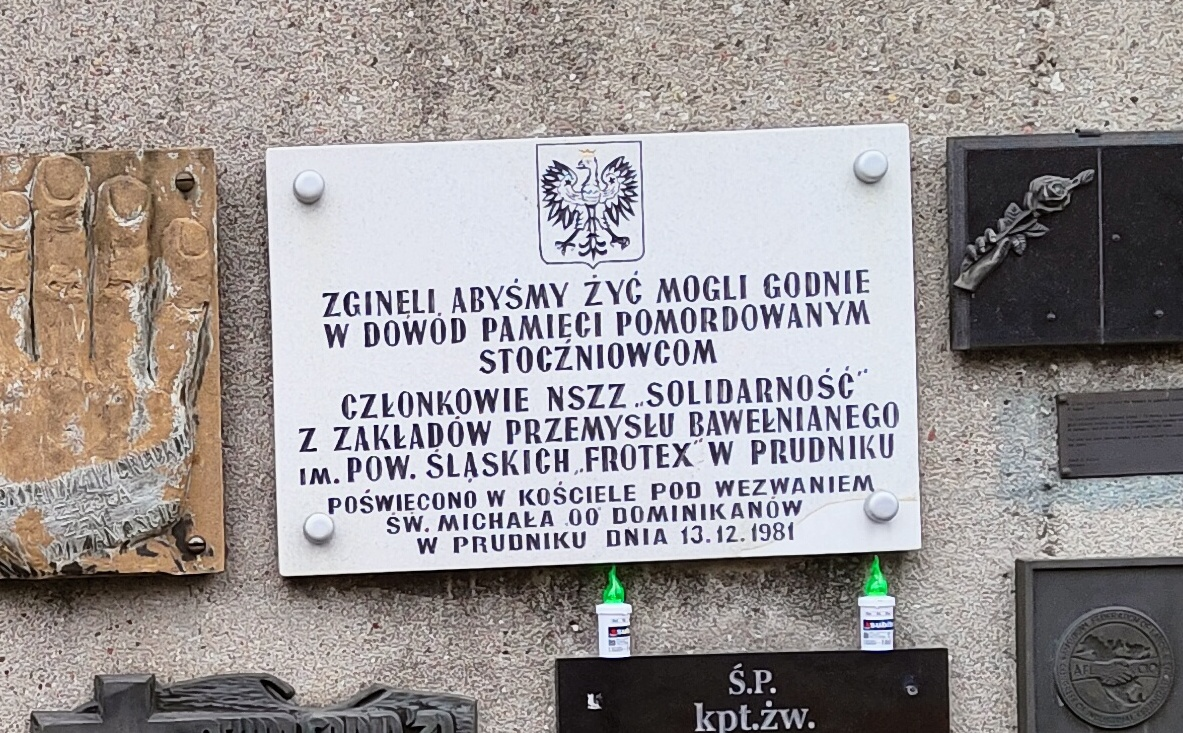
Tablica na murze Stoczni Gdańskiej, poświęcona w kościele św. Michała Archanioła w Prudniku

Biskup pomocniczy opolski Jan Bagiński 10 maja 1998 poinformował Radę Parafialną o zamiarze opuszczenia Prudnika przez Zakon Dominikański. Podczas mszy 1 sierpnia 1999 w kościele św. Michała Archanioła dominikanie przekazali parafię kapłanom diecezjalnym. Pierwszym proboszczem został ks. dr Stanisław Bogaczewicz.
10 września 2010 roku naprzeciwko kościoła dokonano odsłonięcia pomnika papieża Jana Pawła II i kardynała Stefana Wyszyńskiego. Przedstawia scenę, gdy nowo wybranemu papieżowi składa hołd kardynał Stefan Wyszyński, a Jan Paweł II podnosi go z kolan. Autorem rzeźby z brązu i marmuru jest Marian Molenda.
11 lutego 2018 na ścianie kościoła św. Michała Archanioła dokonano odsłonięcia tablicy upamiętniającej Jana Górę. W 2018 wydana została płyta Meditationes ad misterium Trinitatis z serii Organy Śląska Opolskiego, nagrana w kościele św. Michała Archanioła w Prudniku.

## Architektura i wnętrza

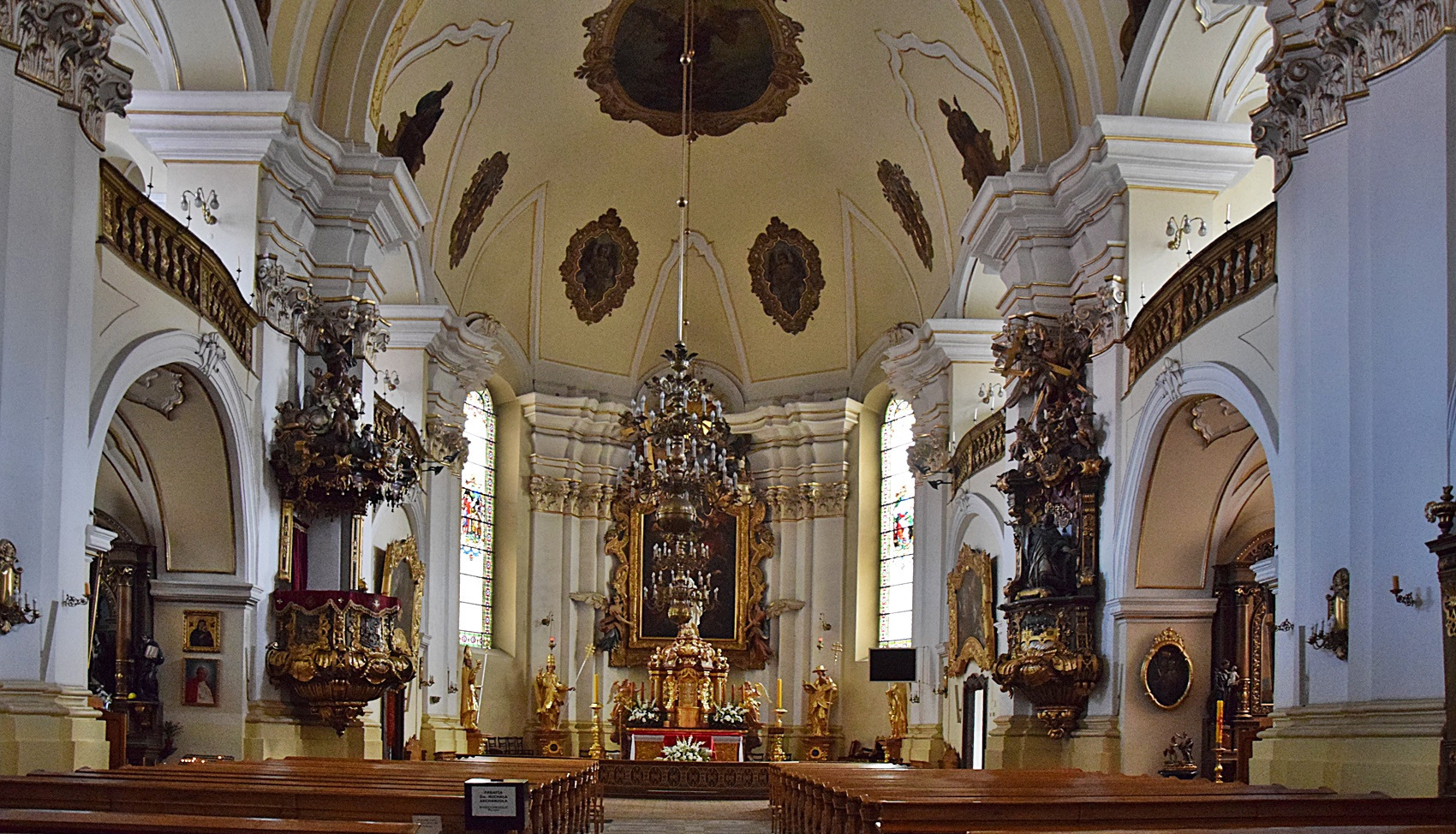
Wnętrze kościoła (2019)

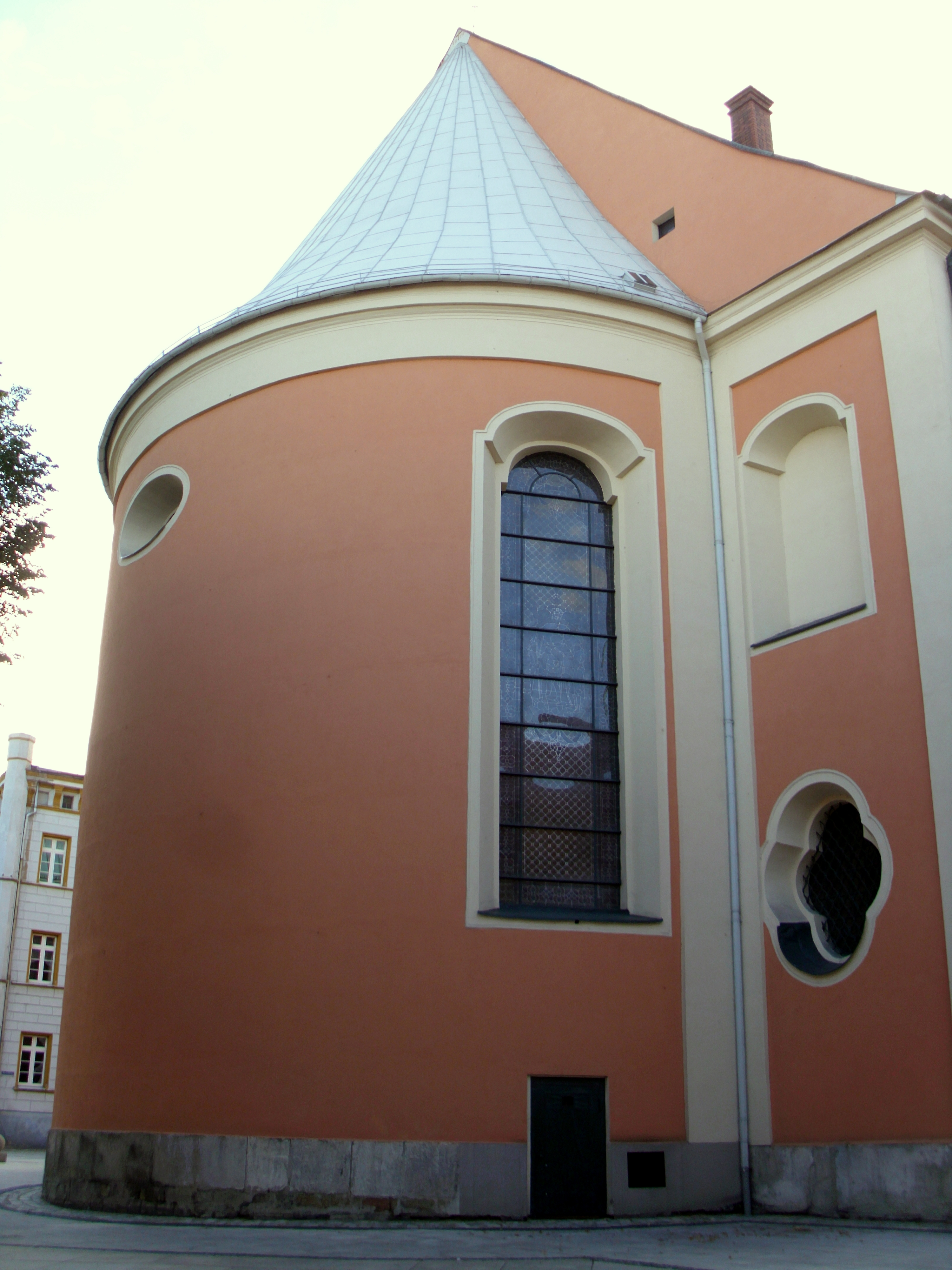
Prezbiterium

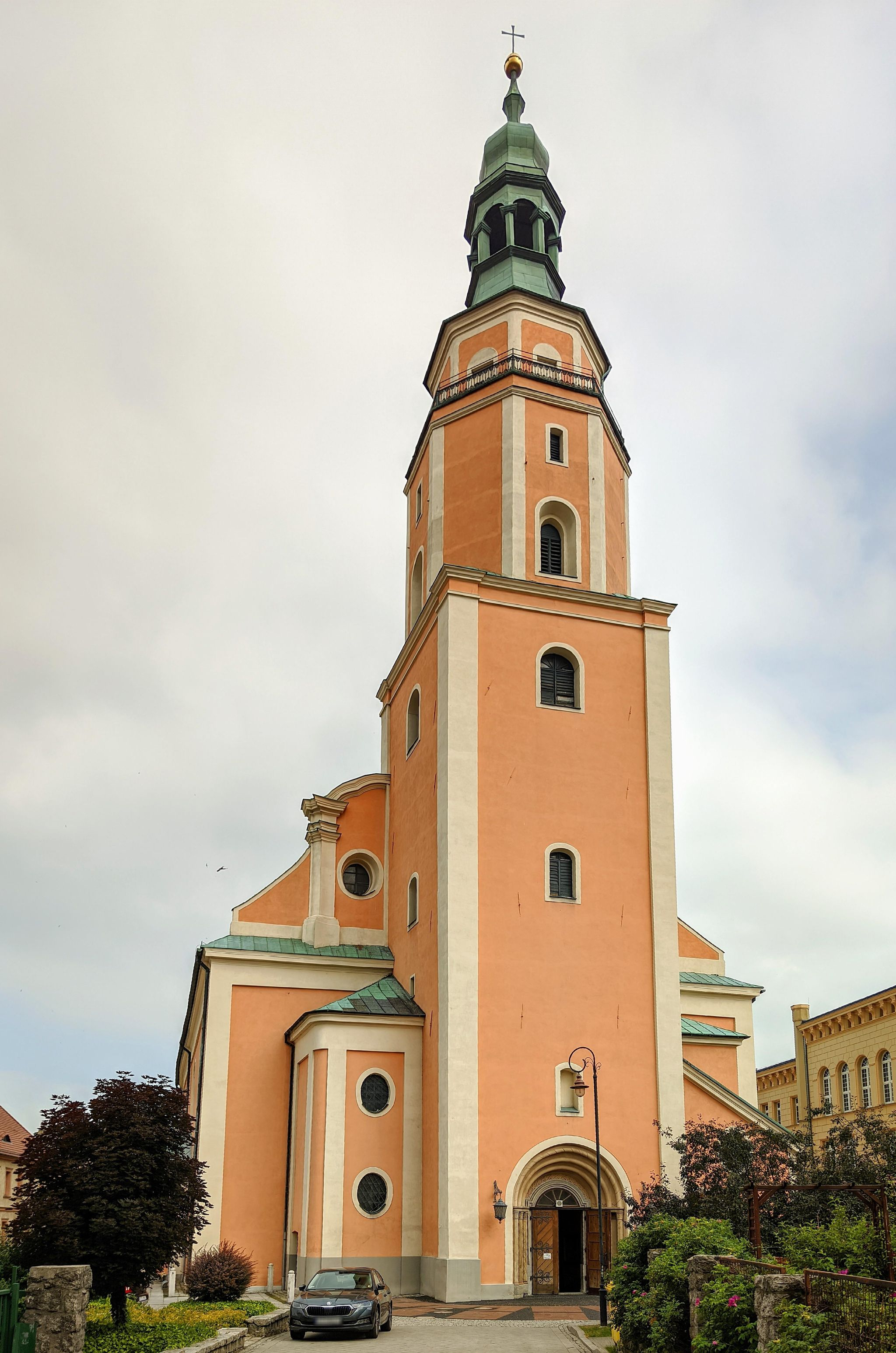
Przednie wejście do kościoła

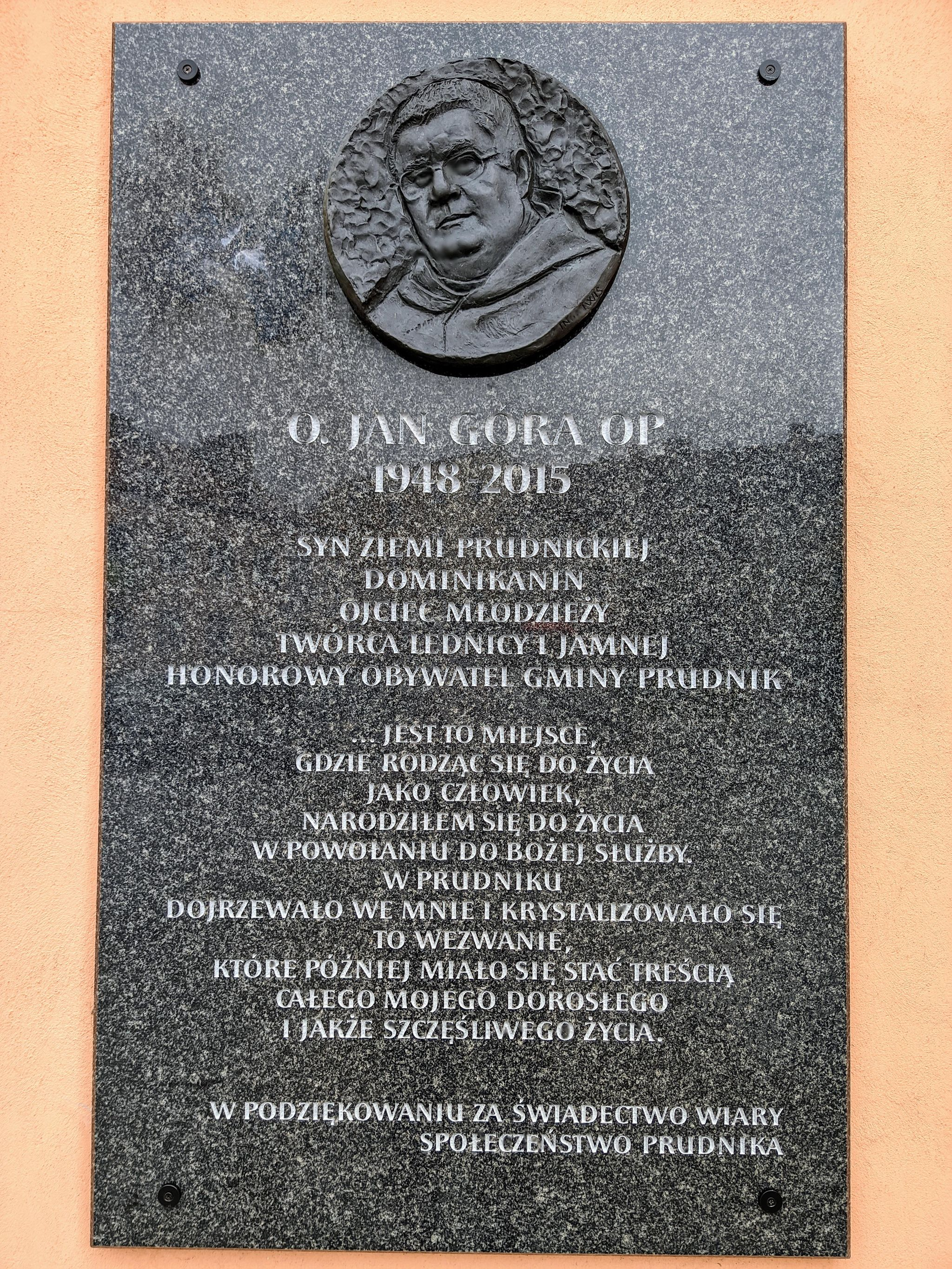
Tablica upamiętniająca Jana Górę

Kościół św. Michała Archanioła zbudowany został w stylu późnobarokowym. Jest to kościół halowy murowany z cegły, trójnawowy, z barokowym ołtarzem głównym. W skromnym z zewnątrz korpusie kryje olbrzymie sklepienie kolebkowe z umieszczonym w tęczy herbem Prudnika.
Wewnątrz olbrzymia galeria połączoną z chórem i wieżą, a także ołtarz z dwoma cherubinami oraz rzeźbą Chrystusa na zwieńczeniu. Na tylnej ścianie prezbiterium umieszczono barokowy obraz przedstawiający Wniebowzięcie Matki Bożej. W zakrystii znajduje się obraz Matki Boskiej Prudnickiej pochodzący ze zburzonego w roku 1907 klasztoru kapucynów oraz obraz Trójcy Świętej autorstwa Feliksa Antona Schefflera.
Kościół posiada 9 ołtarzy bocznych. Na ołtarzu głównym znajduje się naturalnej wielkości figura Najświętszego Serca Jezusa autorstwa rzeźbiarza Thamma z Nysy. Ołtarz otaczają tzw. „Doktorzy Kościoła”: św. Augustyn, św. Grzegorz Wielki, św. Hieronim i św. Ambroży.
Ambona kościoła ozdobiona jest drewnianymi rzeźbami przedstawiającymi alegorycznie główne funkcje Kościoła. Naprzeciwko niej znajduje się figura św. Jana Nepomucena.
W głównej krypcie kościoła pochowani są kapucyni.
Do kościoła prowadzą 3 wejścia: główne – od strony zachodniej oraz 2 boczne, od strony Publicznego Gimnazjum nr 1 (południe) i od strony „Domu Katolickiego” (dawne seminarium) (północ). Kościół posiada też parę mniejszych wejść, między innymi od strony południowej, czyli od strony plebanii. Przy wejściu północnym znajduje się tablica upamiętniająca Jana Górę.